# Ćouk Azam
Ćouk Azam (urdu: چوک اعظم) – miasto w Pakistanie, w prowincji Pendżab. W 2017 roku liczyło 67 499 mieszkańców.